# Ер ван
Air One S.p.A. је нискобуџетна италијанска авио-компанија, у власништву италијанског авио-превозника Алиталије, са којом се спојила 13. јануара 2009. године, чија се главна оперативна база налази на аеродрому Милано-Малпенса, а секундарна чворишта су му Аеродром Пиза и Аеродром Венеција-Марко Поло.

## Историја
Ер ван је започео са радом под именом Алиадриатика, која је основана у Пескари 1983. године, са намером да функционише као школа за летење и да нуди ер-такси услуге и летове до оближњих дестинација. Куповином првог Боинга 737-200 у јуну 1994. године, Aлиадриатика је започела са редовним и чартер саобраћајем. 23. новембра 1995. године компанија је променила име у Ер ван и започела са редовним саобраћајем између Рима и Милана. Током 1996. године, Ер ван је превезао 713.000 путника, обзиром на своју брзу експанзију већ током прве пуне године пословања под новим именом. 2000. године Ер ван објављује партнерство са Луфтханзом и скоро сви летови Ер ван-а су били у код-шер аранжману са Луфтханзом.
У јуну 2006. године, Ер ван СитиЛајнер је започео са радом као регионална подружница.
Током 2007. године, Ер ван је превезао око 5,5 милиона путника, чиме је постао други највећи италијански авио-превозник.
У августу 2008. године је објављено да ће се Ер ван спојити са Алиталијом, што се и званично догодило 13. јануара 2009., од када је Ер ван део Алиталије. 28. марта 2009. је због спајања са Алиталијом прекинуто вишегодишње партнерство са Луфтханзом, а 28. јуна исте године и са америчким превозником Јунајтед ерлајнс и канадаским Ер Канада.
28. марта 2010. године, Ер ван је као независан бренд од Алиталије почео са пословањем као нискобуџетна авио-компанија из базе са аеродрома Милано-Малпенса до девет домаћих и пет међународних дестинација, користећи искључиво авионе типа Ербас 320 са 180 седишта.
У првом кварталу пословања као нискобуџетна компанија, Ер ван је превезао 320.000 путника, са тачношћу полазака од 89%.
2. фебруара 2011. године, Ер ван је објавио да ће током летњег реда летења за 2011. проширити број операција са аеродрома аеродрома Милано-Малпенса и отворити нову базу у Пизи 1. јула 2011. године.
21. децембра 2011. године, Ер ван је објавио оснивање нове базе у Венецији, са почетком од маја 2012. Тиме ће Ер ван обављати летове из три базе - Милано, Пиза и Венеција.

## Дестинације
По подацима из марта 2012. године, Ер ван лети до следећих дестинација:

### Африка
- Тунис
  - Тунис

### Европа
- Албанија
  - Тирана
- Белгија
  - Брисел
- Бугарска
  - Софија
- Грчка
  - Атина
  - Крит
  - Миконос
  - Родос
- Италија
  - Алгеро
  - Бари
  - Бриндизи
  - Катанија
  - Ламеција Терме
  - Лампедуза
  - Милано Малпенса
  - Напуљ
  - Олбија
  - Палермо
  - Пиза
  - Трапани
  - Венеција
- Немачка
  - Минхен
- Холандија
  - Амстердам
- Пољска
  - Варшава
- Румунија
  - Букурешт
- Русија
  - Санкт Петербург
- Србија
  - Београд (од 18. септембра 2012.)
- Турска
  - Истанбул
- Уједињено Краљевство
  - Лондон
- Украјина
  - Кијев
- Чешка
  - Праг
- Шпанија
  - Барселона
  - Ибица
  - Менорка
  - Палма де Мајорка

## Флота
По подацима из марта 2012., флота Ер ван-а се састоји од следећег типа авиона, са конфигурацијом искључиво у једној, економској класи:
| Тип авиона     | У флоти | Наручено | Број седишта | Напомена                 |
| -------------- | ------- | -------- | ------------ | ------------------------ |
| Ербас A320-200 | 6       | 0        | 180          |                          |
| Ербас A320-200 | 1       | 3        | 165          | Испорука: до краја 2012. |
| Укупно         | 7       | 3        |              |                          |

Ер ван планира да до краја 2012. године поседује флоту од 10 авиона типа Ербас 320. Просечна старост флоте Ер ван-а износи 2,2 године.